# Браке (Нижний Везер)
Браке (нем. Brake) — город в Германии, районный центр, расположен в земле Нижняя Саксония.
Входит в состав района Везермарш. Население составляет 15 632 человека (на 31 декабря 2010 года). Занимает площадь 38,18 км². Официальный код — 03 4 61 002.

## История

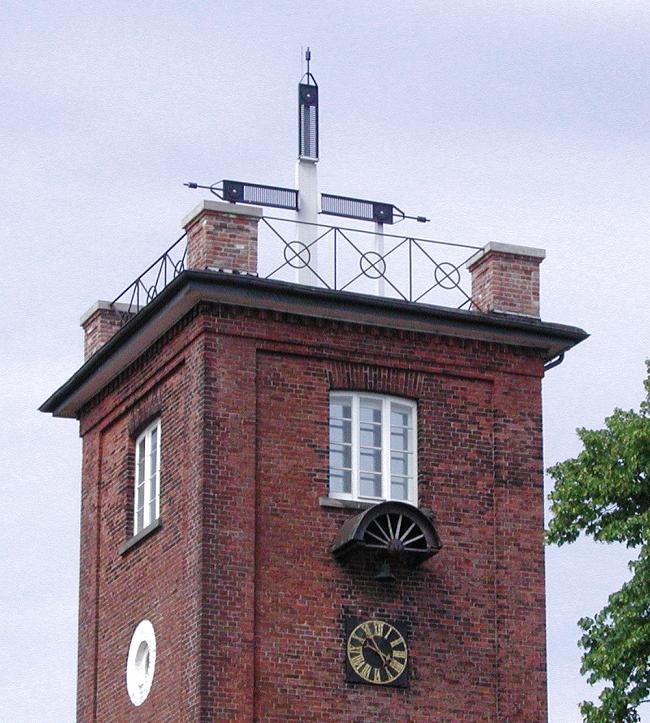
Браке

Согласно «ЭСБЕ», Браке течение нескольких веков, до основания Бремерхафена, «служил главной стоянкой и гаванью для бременских морских судов и вообще средоточием судового движения по Везеру, который, вследствие песчаных заносов, между Бременом и Б. имеет глубину всего в 2,3 м (вместо средней своей глубины в 5 м), допуская в поместительный рейд Б. лишь средней величины морские суда (большие корабли пристают 15 км ниже у ольденбургского рейда Нордгамм). С основанием Бремергавена (1827) Б. потерял своё прежнее значение».

## Демография
| Год  | Население |
| ---- | --------- |
| 1990 | 16 075    |
| 1995 | 16 566    |
| 2000 | 16 415    |
| 2005 | 16 267    |
| 2010 | 15 739    |